# Suurhusen
Suurhusen je mjesto koje se nalazi sjeverno od Emdena u njemačkoj saveznoj pokrajini Donjoj Saskoj. Spominje je još u 1255.g. Suurhusen ima 1200 stanovnika.
Crkva u Suurhusen podsjeća na stare tvrđave-crkve prošlih vremena. Sagrađena je u prvoj polovici 13. stoljeća. Izvorno je crkva bila duga 32 metara i 9,35 metara široka. S nagibom 5,19 ° danas je zvonik pozat kao Kosi toranj u Suurhuseu.

## Vanjske poveznice
- Crkva u Suurhusenu